# Kanaga Island
Kanaga Island ist eine Insel der Andreanof Islands, einer Inselgruppe im Südwesten der Aleuten.

## Beschreibung der Insel
Die zum US-Bundesstaat Alaska zählende, unbewohnte Insel hat eine Landfläche von ungefähr 480 km², ist 49 Kilometer lang und im Schnitt knapp neun Kilometer breit.

## Vulkan Mount Kanaga
Der Nordteil der Insel wird vom 1307 Meter hohen aktiven Stratovulkan Mount Kanaga beherrscht, der zuletzt 1995 ausgebrochen ist. Im Süden und Osten rahmt ein halbmondförmiger Rücken den Vulkan ein, der seinerseits vermutlich Rest einer ehemaligen Caldera ist. Darauf würden auch die aufgefundenen dazitischen Tuffe verweisen. Schuttlawinenspuren, die bis zu 30 Kilometer weit ins Meer hinaus reichen, wurden ebenfalls entdeckt. Verschiedene andere Schild- und Stratovulkane dürften diesen vorausgegangen sein.

## Vogelkolonie

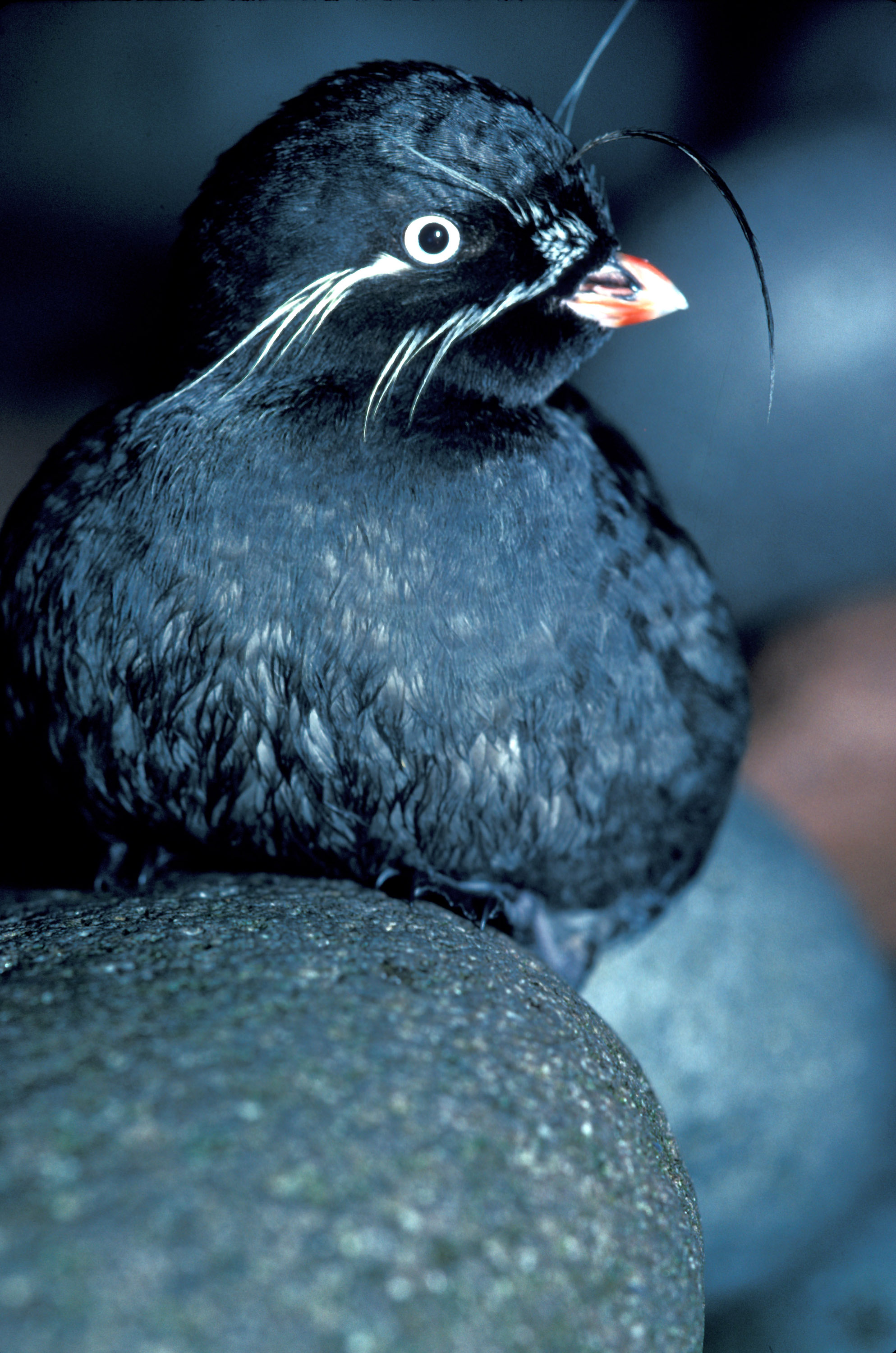
Bartalk

Kanaga Island beherbergt unter anderem eine Brutkolonie an Bartalken, dem nach dem Zwergalk kleinsten Alkenvogel. Die Brutkolonie wurde erst 1994 entdeckt, als ein Forschungsschiff sich der Insel näherte, um zwei Lavafelder näher zu untersuchen.